# Dianthus crossopetalus
Dianthus crossopetalus är en nejlikväxtart som först beskrevs av Edward Fenzl och Pierre Edmond Boissier, och fick sitt nu gällande namn av Aleksandr Alfonsovitj Grossgejm. Dianthus crossopetalus ingår i släktet nejlikor, och familjen nejlikväxter. Inga underarter finns listade i Catalogue of Life.